# Sukaimut
Sukaimut is een bestuurslaag in het regentschap Kuningan van de provincie West-Java, Indonesië. Sukaimut telt 739 inwoners (volkstelling 2010).